# Dogecoin
Dogecoin (/doʊ(d)ʒkɔɪn/, code: DOGE, symbool: Ð) is een cryptogeld gemaakt door software-engineers Billy Markus en Jackson Palmer. Ze hadden het idee als grap een betalingssysteem te creëren, dat de wilde speculatie in cryptocurrency's op dat moment belachelijk zou maken. Dogecoin heeft het gezicht van de Shiba Inu-hond uit de "Doge"-meme als logo en naamgenoot. Het werd geïntroduceerd op 6 december 2013.
Dogecoin.com promoot de valuta, een memecoin, als de "leuke en vriendelijke internetvaluta", waarbij de oorsprong ervan als een grap wordt genoemd.

## Geschiedenis
Dogecoin was oorspronkelijk als grap bedoeld, en werd ontworpen door IBM- software-ingenieur Billy Markus en Adobe- software-ingenieur Jackson Palmer. Ze wilden een peer-to-peer digitale valuta creëren die een bredere doelgroep zou kunnen bereiken dan Bitcoin. Bovendien wilden ze het onderscheiden van de controversiële geschiedenis van andere munten. Dogecoin werd officieel gelanceerd op 6 december 2013 en binnen de eerste 30 dagen waren er meer dan een miljoen bezoekers op Dogecoin.com.
Palmer was degene die van het idee werkelijkheid maakte. Destijds maakte hij deel uit van de marketingafdeling van Adobe Systems in Sydney Palmer had het domein Dogecoin.com gekocht en een opstartscherm toegevoegd met het logo van de munt en verspreide Comic Sans-tekst. Markus nam contact op met Palmer nadat hij de site had gezien en begon met pogingen om de valuta te ontwikkelen. Markus had het protocol van Dogecoin ontworpen op basis van bestaande cryptocurrency's Luckycoin en Litecoin, die scrypttechnologie gebruiken in hun proof-of-work-algoritme. Het gebruik van scrypt betekent dat mijnwerkers geen SHA-256 bitcoin-miningapparatuur kunnen gebruiken en in plaats daarvan speciale FPGA- en ASIC-apparaten moeten gebruiken voor mining waarvan bekend is dat ze complexer zijn om te produceren.
Op 19 december 2013 steeg Dogecoin met bijna 300 procent in waarde in 72 uur, van $0,00026 naar $0,00095, met een volume van miljarden Dogecoins per dag. Deze groei vond plaats in een tijd dat bitcoin en vele andere cryptocurrencies aan het bijkomen waren van het besluit van China om Chinese banken te verbieden te investeren in de bitcoin-economie. Drie dagen later beleefde Dogecoin zijn eerste grote crash door met 80% te dalen als gevolg van deze gebeurtenis en vanwege grote miningpools die gebruik maakten van de kleine hoeveelheid rekenkracht die op dat moment nodig was om Dogecoin te mijnen.
Op 25 december 2013 vond de eerste grote diefstal van Dogecoin plaats toen miljoenen munten werden gestolen tijdens een hack op het online cryptocurrency wallet-platform Dogewallet. De hacker kreeg toegang tot het bestandssysteem van het platform en wijzigde de verzend-/ontvangstpagina om alle munten naar een statisch adres te sturen. Dit hackincident veroorzaakte tweets over Dogecoin, waardoor het destijds de meest genoemde altcoin op Twitter was, ondanks de negatieve oorzaak. Om degenen te helpen die geld verloren op Dogewallet na de inbreuk, startte de Dogecoin-gemeenschap een initiatief met de naam "SaveDogemas" om munten te doneren aan degenen die ze hadden laten stelen. Ongeveer een maand later werd genoeg geld gedoneerd om alle gestolen munten te dekken.
In januari 2014 overtrof het handelsvolume van Dogecoin even dat van Bitcoin en alle andere cryptovaluta's samen, maar de marktkapitalisatie bleef aanzienlijk achter bij die van Bitcoin. Aanvankelijk had Dogecoin een willekeurige beloning die voor elk mijnbouwblok werd ontvangen, maar in maart 2014 werd dit gedrag later bijgewerkt naar een statische blokbeloning.
Tijdens de cryptocurrency-zeepbel van 2017 tot begin 2018 bereikte Dogecoin op 7 januari 2018 kort een piek van $0,017 per munt, waardoor de totale marktkapitalisatie bijna $2 miljard bedroeg.
Op 8 mei 2021 daalde Dogecoin, ondanks of misschien vanwege de verwachtingen van een sterke interesse in Dogecoin als gevolg van het optreden van Elon Musk op Saturday Night Live, met 34% van $0,711 bij de opening van de show tot onder $0,470 45 minuten later. De volgende ochtend bereikte Dogecoin een swing low van $0,401, een cumulatieve daling van 43,6% en een waardeverlies van $ 35 miljard. 
Op 9 mei 2021 kondigde SpaceX een missie naar de maan aan die volledig werd gefinancierd door Dogecoin, waarmee het de eerste ruimtemissie werd die werd gefinancierd door een cryptocurrency. Elon Musk bevestigde dit nieuws via Twitter.

## Kritiek
Doordat Dogecoins oorsprong als grap waren geïntroduceerd vinden reguliere media en financiële experts het moeilijk om het als een serieuze belegging te beschouwen.
De cryptocurrency heeft een lange en problematische geschiedenis van oplichting gekend. Het is beschreven als een piramidespel, waarbij "degenen die al vroeg begonnen met bitcoin een enorme financiële prikkel hebben om anderen op alle mogelijke manieren aan te trekken."
Akand Sitra van het cryptocurrency-risicobeheerplatform TRM Labs beweert dat Dogecoin zelf een oplichterij is, met meer dan 65% van de Dogecoins in handen van de top 98-portefeuilles over de hele wereld. Hij beweert ook dat de grootste portemonnee 28% van alle Dogecoins bevat en dat de top vijf-portefeuilles 40% van de volledige voorraad van de munt beheersen.

## Gebruik en uitwisseling
Dogecoin is een altcoin met veel gebruikers die met zowel fiat-valuta's als andere cryptovaluta’s op verschillende gerenommeerde cryptovalutabeurzen en retailbeleggingsplatforms wordt verhandeld.
De handel in lichamelijke, materiële goederen in ruil voor DOGE vindt plaats in online community's zoals Reddit en Twitter, waar gebruikers in dergelijke kringen vaak cryptovaluta-gerelateerde informatie delen. Dogecoin is ook gebruikt bij een poging om een eigendom te verkopen en is gebruikt in de porno- en gokindustrie.

### Online fooi geven
Een van de belangrijkste commerciële gebruiken voor cryptovaluta zijn internet-fooisystemen, waarbij gebruikers van sociale media fooien aan andere gebruikers geven die interessante of opmerkelijke inhoud leveren.

### Dogetipbot
Dogetipbot was een cryptovaluta-transactieservice die op populaire websites zoals Reddit en Twitch werd gebruikt. Hiermee konden gebruikers Dogecoins naar andere gebruikers met behulp van opdrachten via Reddit-opmerkingen sturen. In mei 2017 werd Dogetipbot stopgezet en uitgeschakeld nadat de maker ervan zijn faillissement had verklaard; hierdoor hebben veel Dogetipbot-gebruikers hun munten verloren die in het Dogetipbot-systeem waren opgeslagen.